# Filles du Sacré-Cœur de Jésus de Verzeri
Les Filles du Sacré-Cœur de Jésus de Verzeri (en latin : Institutum Filiarum Sacratissimi Cordis Jesu) sont une congrégation religieuse féminine hospitalière et missionnaire de droit pontifical.

## Historique

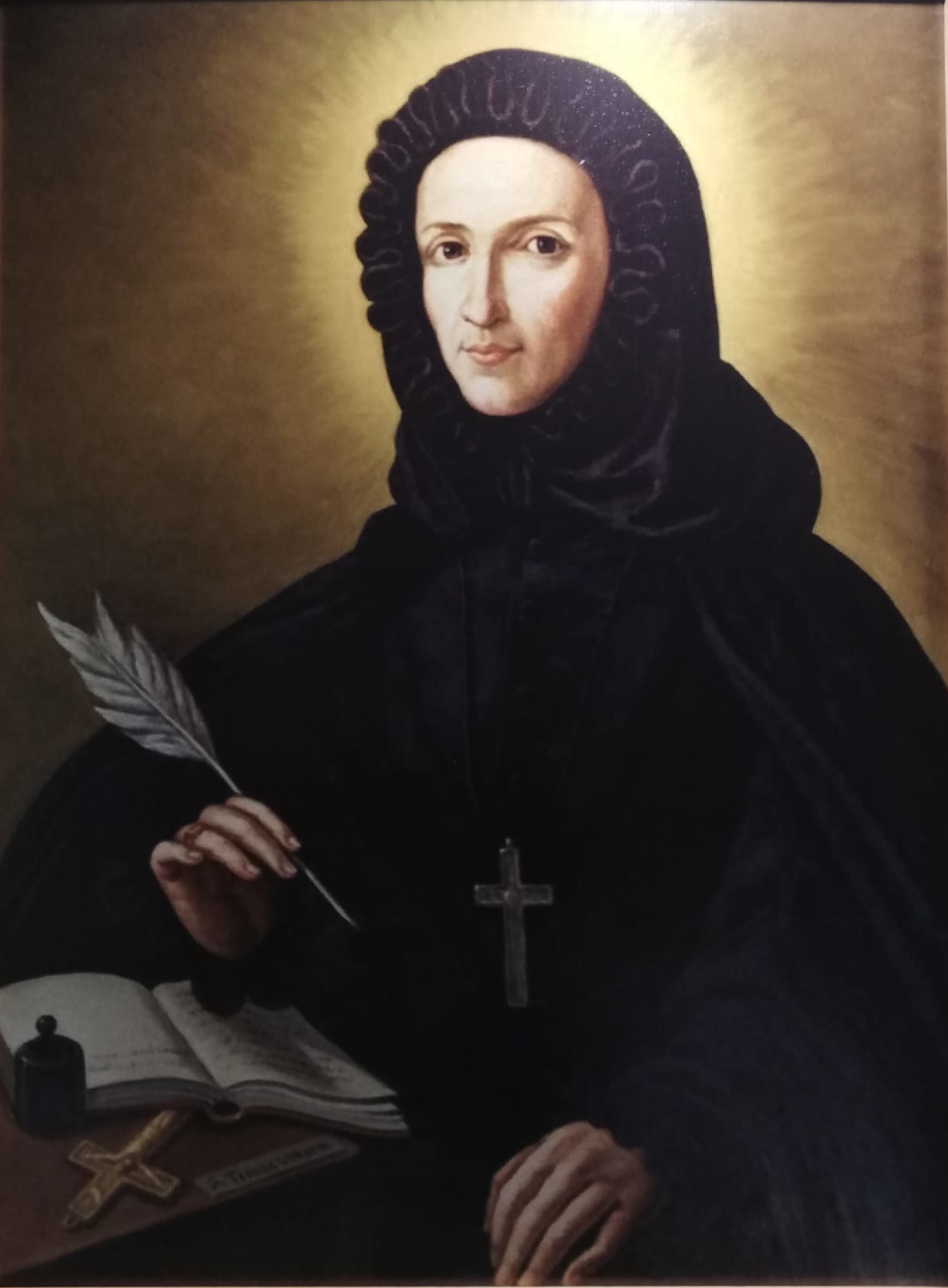
Teresa Verzeri, fondatrice de la Congrégation.

En 1823, le chanoine Joseph Benaglio (1767 - 1836) a l'idée de fonder à Bergame une congrégation masculine de missionnaires diocésains et une congrégation de femmes pour l'éducation des filles mais en raison de l'opposition de Carlo Gritti Morlacchi, évêque de Bergame, Benaglio doit oublier le projet de création de la branche masculine et se concentre sur la congrégation féminine. Il ouvre une école pour filles pauvres à Bergame et confie la gestion de la communauté à la comtesse Carolina Suardo.
En juin 1823, les jeunes enseignantes se consacrent au Sacré-Cœur et se constitue en union pieuse. En 1825, la comtesse Suardo doit abandonner l'association pour épouser le marquis de Carretto, Benaglio fait appel à Thérèse Verzeri (1801 - 1852) le 8 février 1831. 
Au début, l'institut est dépourvu de reconnaissance juridique et canonique, après la mort de Benaglio, Thérèse essaye de fusionner sa congrégation avec la société du Sacré-Cœur de Jésus mais sa tentative échoue définitivement en 1838 ; en 1840, elle se rend à Rome dans l'espoir d'être reçu par le pape ; avec le soutien des cardinaux Angelo Mai et Costantino Patrizi Naro, elle obtient une audience du pape Grégoire XVI qui accorde le 14 mai 1840 le décret de louange et approuve ses constitutions. La congrégation obtient en 1842 la reconnaissance civile par les autorités du royaume de Lombardie-Vénétie qui est approuvée officiellement par le Saint-Siège le 30 septembre 1847. 

## Activités et diffusion
Les sœurs se dédient à l'enseignement ainsi qu'au soin des malades dans les hôpitaux, à l'assistance des femmes et des enfants en difficulté et à l'apostolat missionnaire.
Elles sont présentes en : 
- Europe : Italie, Albanie.
- Amérique : Argentine, Bolivie, Brésil.
- Afrique : Cameroun, République centrafricaine, Côte-d'Ivoire.
- Asie : Inde.

La maison généralice est à Rome.
En 2017, la congrégation comptait 481 sœurs dans 81 maisons.